# Carlow County (circonscription britannique)
Pour les articles homonymes, voir Carlow.
Carlow County est une circonscription électorale du Royaume-Uni de Grande-Bretagne et d'Irlande, de 1801 à 1922. À partir de 1922, elle n'est plus représentée au Parlement britannique.